# Gira magica ruota
Gira magica ruota è un romanzo scritto da Dawn Powell nel 1936 caratterizzato da una velata satira per il bel mondo americano ed i personaggi influenti degli anni successivi alla grande crisi economica.

## Trama
Lo scrittore emergente Dennis Orphen ha un'amante giovane, ricca, bella e passionale (Corinne) il cui marito non si accorge di nulla.
Pochi capiscono anche il suo rapporto di profonda amicizia con la quarantenne Effie, che a quindici anni dal divorzio con un famoso scrittore  vive ancora nel riflesso dell'ex marito.
Nei salotti di New York e nel mondo della letteratura grande è lo scompiglio che sorge a causa del primo, cinico, libro di Orphen  chiaramente riconducibile alla vicenda che finora tutti avevano voluto ignorare di Effie e dell'egoista ex marito.

## Edizioni in italiano
- Dawn Powell; Gira magica ruota, traduzione di Alessandra Osti, Fazi, Roma 2001 ISBN 88-8112-182-4